# Várzea de Trevões
Várzea de Trevões ist ein Ort und eine ehemalige Gemeinde (Freguesia) im portugiesischen Kreis São João da Pesqueira. Die Gemeinde hatte 171 Einwohner (Stand 30. Juni 2011).
Am 29. September 2013 wurden die Gemeinden Várzea de Trevões und São João da Pesqueira zur neuen Gemeinde União das Freguesias de São João da Pesqueira e Várzea de Trevões zusammengeschlossen.